# Seraklostret

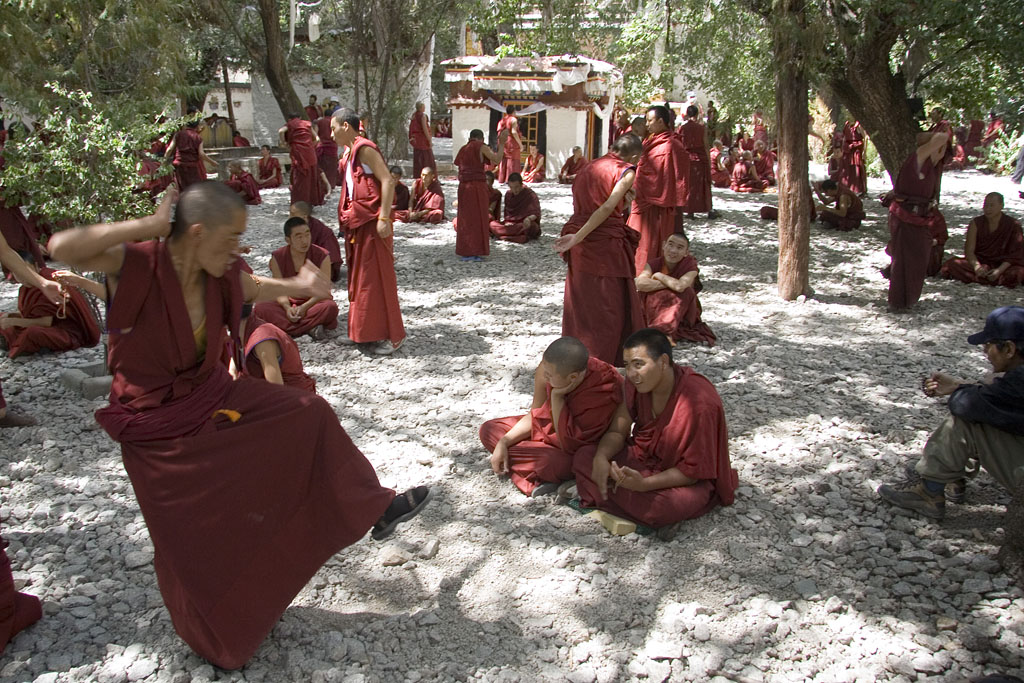
Debatterande munkar i Seraklostret.

Sera (tibetanska: སེ་ར་; wylie: Se-ra) är ett kloster i Lhasa som är ett av de tre viktigaste klostren i gelug-skolan inom den tibetanska buddhismen. Seraklostret är beläget drygt 2 km norr om Lhasa.
Klostret grundades 1419 av Sakya Yeshe, en av Tsongkhapas lärjungar, för att sprida gelug-läran i Ü-provinsen. Klostret bestod av tre kollegier och hade cirka 5000 munkar vid tiden för Tibets införlivande i Folkrepubliken Kina. Efter det tibetanska upproret 1959 lämnade många munkar klostret för att sätta upp en filial i Bylakuppe nära Mysore. Under kulturrevolutionen drabbades klostret hårt av de politiska kampanjerna.
Vid klostret hålls publika debatter där unga munkar och noviser diskuterar buddhismen och buddhistisk filosofi. Debatterna är öppna för allmänheten och hålls om eftermiddagarna.